# Le Roy (Iowa)
Le Roy è un comune degli Stati Uniti d'America, situato nello Stato dell'Iowa, nella contea di Decatur. La città ha una superficie totale di 0,85 km².